# توملور کوگ
توملور کوگ (به آلمانی: Tümlauer-Koog) یک پولدر در آلمان است که در شلسویگ-هولشتاین واقع شده‌است.

## خصوصیات
توملور کوگ ۶٫۲ کیلومترمربع مساحت دارد ۰ متر بالاتر از سطح دریا واقع شده‌است.